# Barraca Grande del Pinar
La barraca grande del Pinar (también, Barraca Grande de Casas Bajas) es una construcción de piedra en seco situada en el término de Casas Bajas, provincia de Valencia (Comunidad Valenciana, España).

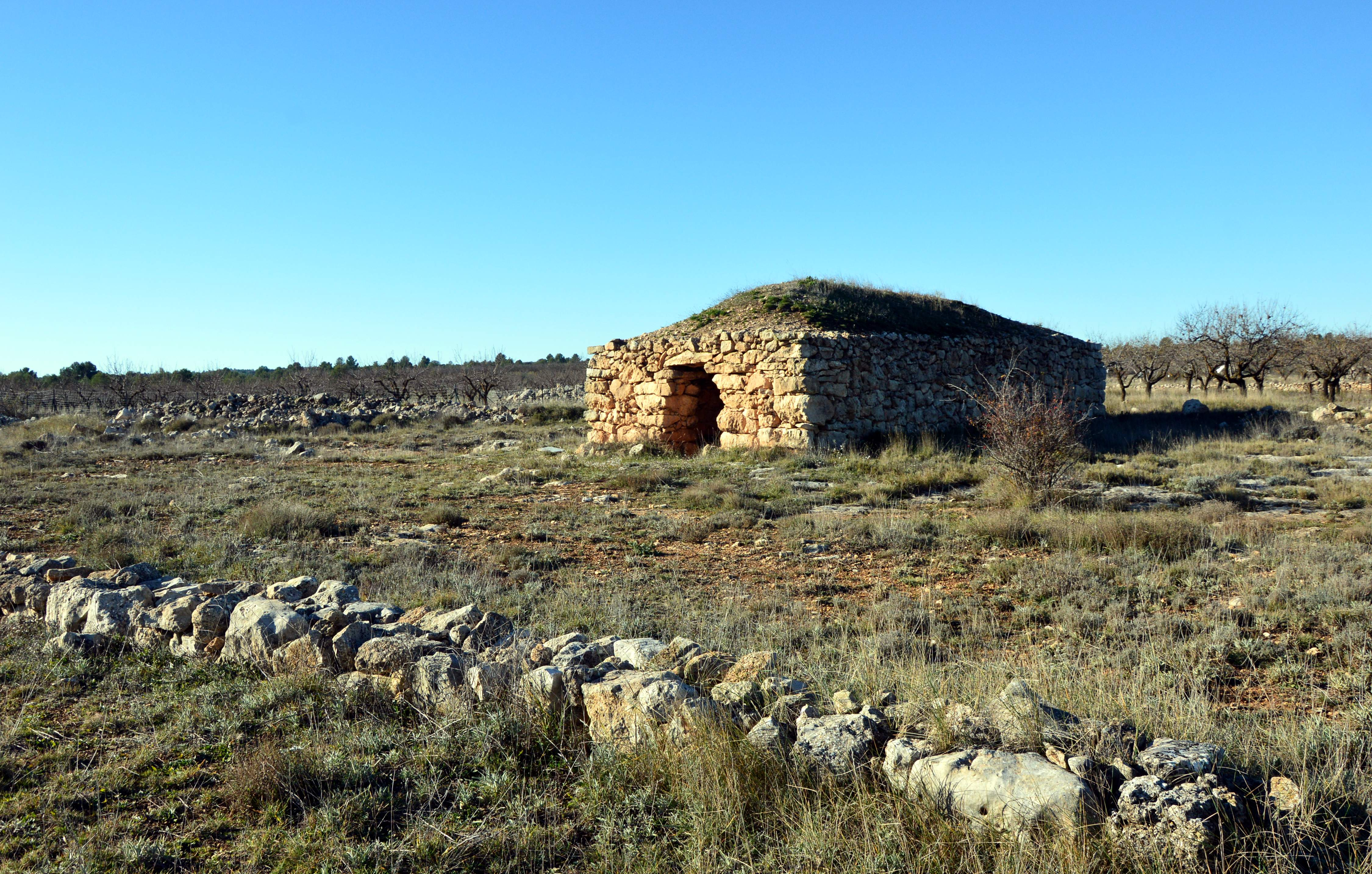
Vista fronto-lateral derecha (nororiental) de la Barraca Grande del Pinar (Casasbajas, Valencia), 2018.

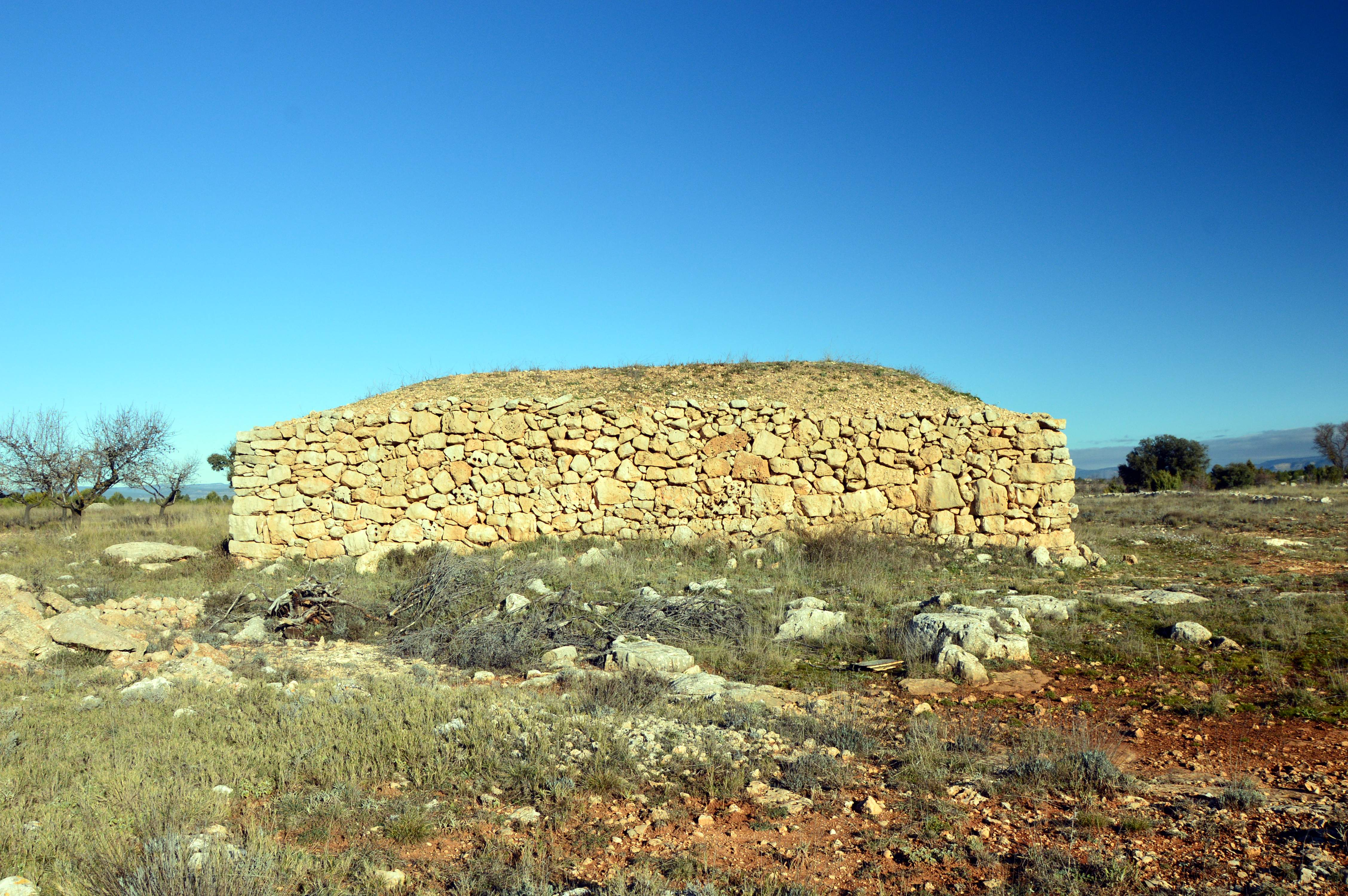
Vista lateral izquierda (meridional) de la Barraca Grande del Pinar (Casas Bajas, Valencia), 2018.

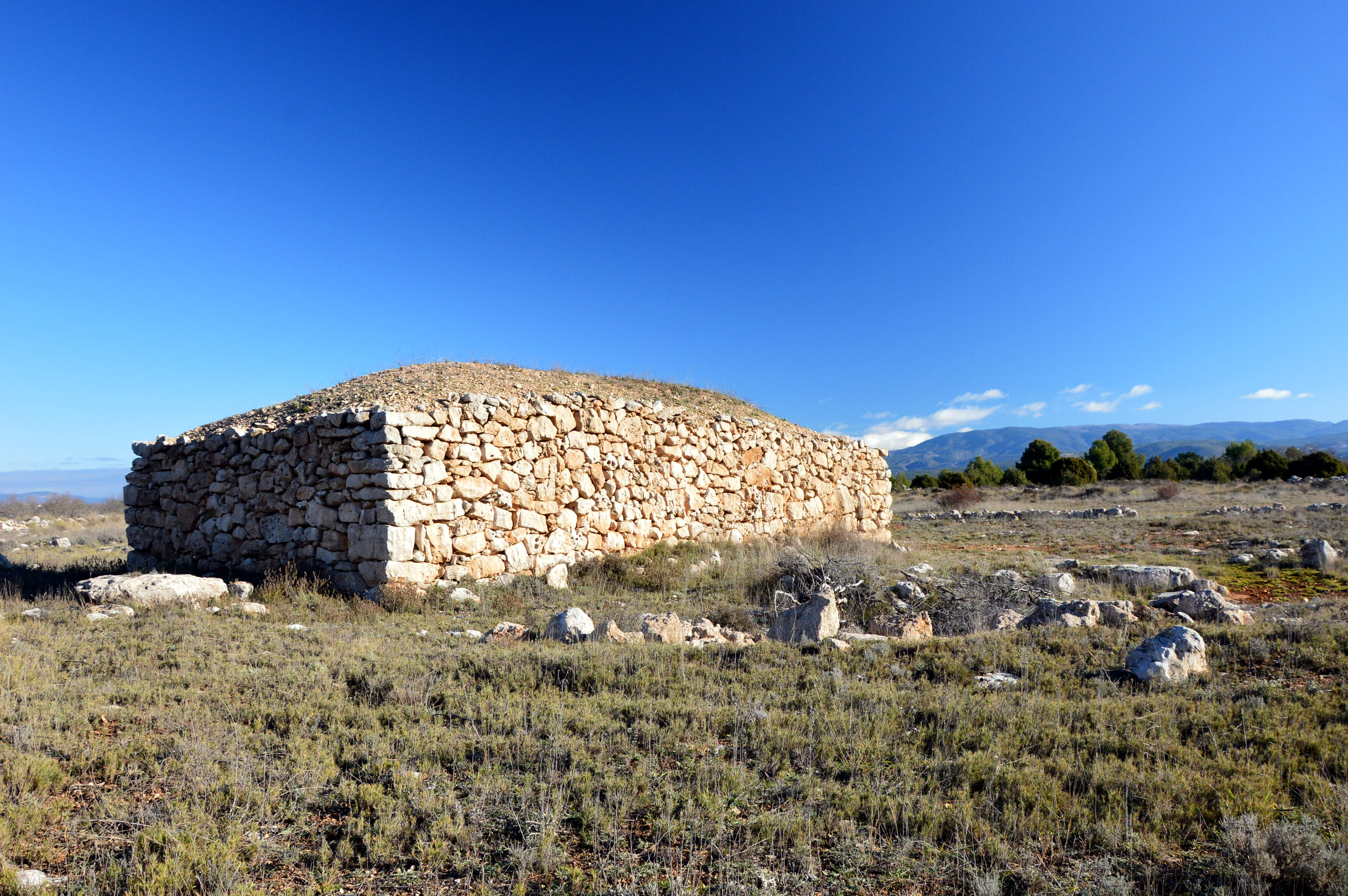
Vista postero-lateral izquierda (suroccidental) de la Barraca Grande del Pinar (Casas Bajas, Valencia), 2018.

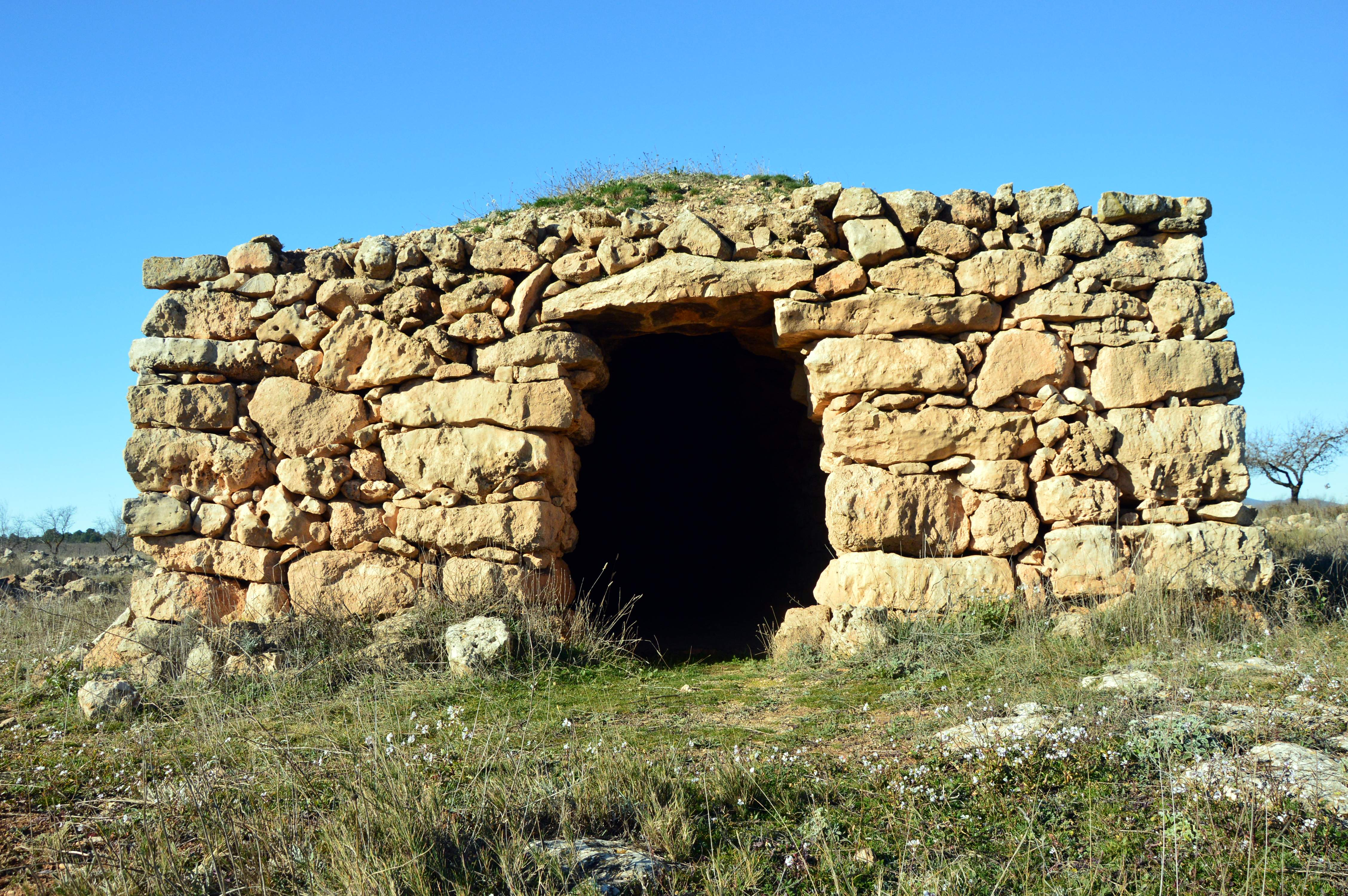
Frontis de la Barraca Grande del Pinar (Casas Bajas, Valencia), con detalla de la entrada (2018).

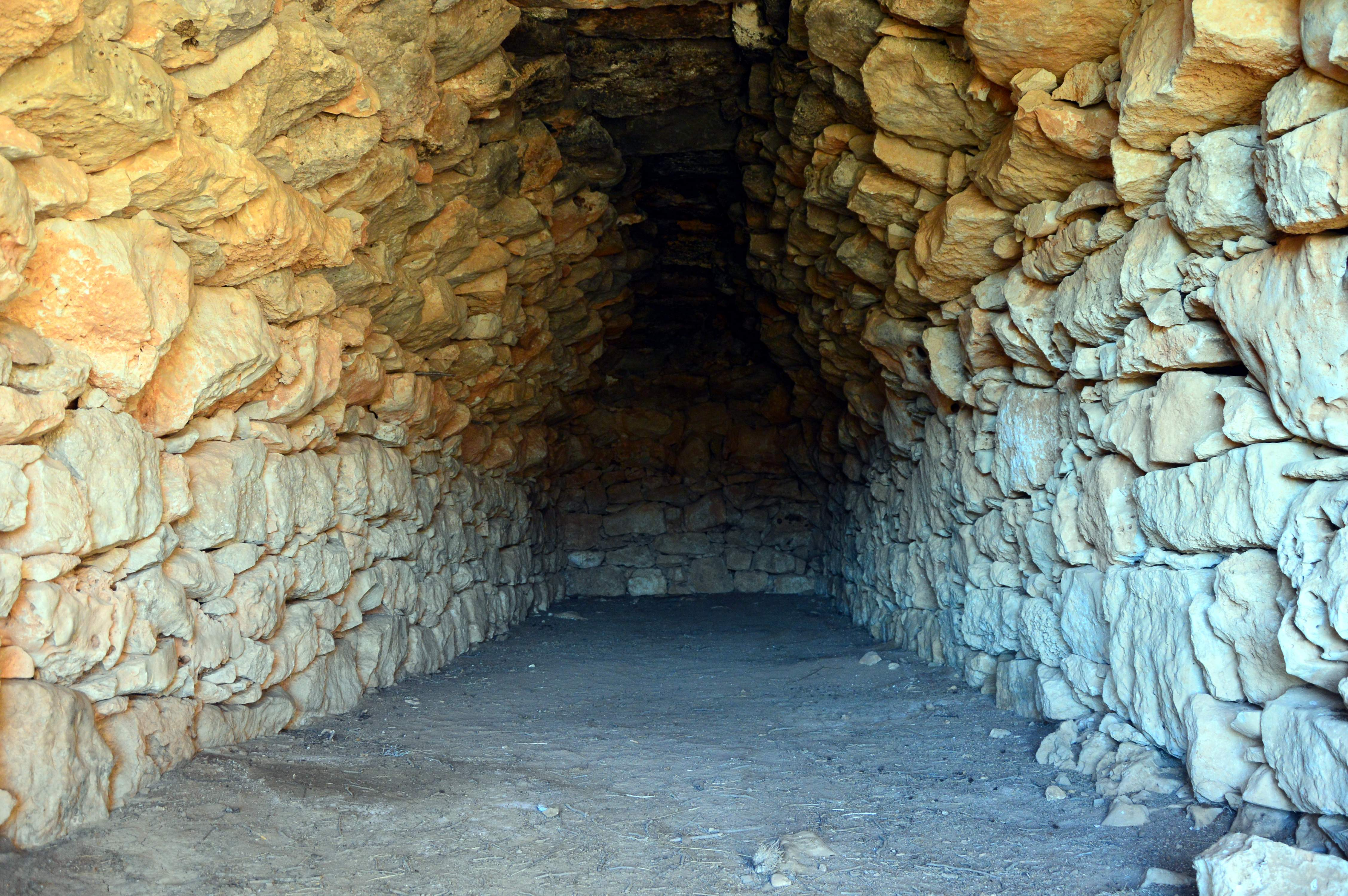
Detalle del interior de la Barraca Grande del Pinar (Casas Bajas, Valencia), 2018.

Construida a principios del siglo XX, por su belleza formal y la monumentalidad de su fábrica debería estar declarada Bien de Relevancia Local o Bien de Interés Cultural (España).

## Historia
Construida a principios del siglo XX,- al final del periodo de expansión agrícola en la zona, tiempo coincidente con el máximo poblacional en la comarca (11.194 habitantes en 1920).
Las barracas de piedra en seco están ampliamente distribuidas por distintas zonas de estos términos -en el entorno de Mas del Olmo, en el camino de Val de la Sabina a Sesga, en el «El Cerrellar», «Los Planos» y el «Pinar Llano» (Ademuz); en «El Plantío» y «Los Altos» de Vallanca, etc. Su finalidad era la de servir de refugio a agricultores y pastores en momentos puntuales del ciclo agrícola (labranza, siembra, siega), cuando debían pasar algunos días en los tajos y con ocasión de tormentas y aguaceros.

## Ubicación y descripción
La barraca grande del Pinar se halla en el «Pinar Llano» de Casas Bajas, partida correspondiente al sector meridional de la comarca, a unos centenares de metros de la carretera N-330 (variante de esta carretera nacional en su trazado de Manzaneruela a Torrebaja). Para acceder al lugar de la construcción pueden seguirse dos camino: uno, desde Casas Bajas, por El Carril, en dirección a Negrón; otro, siguiendo la carretera N-330, dirección Landete: entre el kilómetro 256-255 hay una salida por la izquierda que conduce directamente al lugar de la barraca.
La construcción posee planta rectangular, está orientada en sentido este-oeste, con la entrada mirando al levante, los muros de mampostería de piedra en seco (sin aglomerantes), con cobertura basada en grandes losas planas, formando una falsa cúpula cubierta de tierra. Respecto a los elementos constructivos más llamativos:
- Muros: de mampostería sin cimentación ni aglomerantes, basados en mampuestos de distintos tamaños con «ripios» que sirven para nivelar.
- Frontis: muestra la entrada, discretamente descentrada hacia la izquierda; jambas con grandes mampuestos formando un hueco ovalado, con una gran piedra plana como dintel, apuntada por arriba (dintel monolítico).
- Esquinas: perfectamente definidas por grandes piedras aplomadas, entrelazadas.
- Piso interior: de tierra batida.
- Paredes internas: que se elevan a plomo varias tongadas de piedra, a modo de zócalo, hasta alcanzar los 120 cm de alto, desde este punto las losas que forman la pared van aproximándose en suave curvatura hasta la cúspide -por el contrario de las exteriores, que ascienden rectas, lo que evidencia la existencia de una doble pared:

«De esta forma, se van aproximando las medianeras internas, buscando el perfecto reparto de fuerzas que las sostenga, para formar una falsa cúpula (seudo bóveda), cuyo luneto, de la cabecera a los pies, resulta cubierto por una sucesión de grandes losas planas formando el cerramiento de la techumbre. El entresijo de la sujeción de la cobertura se explica por la propia estructura de la falsa cúpula, cuya mecánica implica que cada laja se coloca volada hasta un tercio aproximadamente sobre la anterior, la cual se sujeta, además, por el cabalgamiento de las laterales, así como con la zahorra que forma el relleno entre la pared exterior y la propia cúpula. […], la consolidación se logra por la trabazón de toda la estructura, contribuyendo su propio peso en el mantenimiento de la misma».
Del paisaje, alma del Rincón de Ademuz, Alfredo Sánchez Garzón

En las paredes (internas y externas) de los muros hay pequeñas piedras denominadas «ripios» o «replomos»: su misión es rellenar los huecos, colaborando en el equilibrio del aparejo.
Medidas generales:
- Externas: 6 metros de ancho por 13,50 de largo por 2,30 metros de alto (sin contar la cobertura térrea).
- Internas: 2,70 metros de ancho por 11,30 metros de profundidad por 2,70 metros de alto.
- Vano de entrada: 1,93 metros de alto por 1,50 de ancho, con muro de 0,95 metros de espesor.
- Grosor medio de muros: 1,65 metros de ancho (zona de entrada) y 1,25 metros (zona posterior).

## Construcción prehistórica y de tradición céltica
Por la monumentalidad de su fábrica, la barraca grande el Pinar en Casas Bajas y la Barraca de Josezón en Vallanca constituyen el paradigma de las construcciones de este tipo existentes en el Rincón de Ademuz.
Barracas de piedra en seco con falsa cúpula (seudo cúpula o arco maya) puede encontrarse en un amplio marco geográfico, desde el noroeste europeo hasta el mundo mediterráneo: en Irlanda se conocen con el nombre céltico de «clochan», en Cataluña y el Rosellón («barracas de viña»), en Portugal («cabanas montesinhas» o «fornos de pastor») -se trata de las mismas construcciones que pueden verse en muchos lugares de la península ibérica y Baleares, cuyos antecedentes se remontan a la prehistoria, de ahí que hayan sido calificadas de protohistóricas y de tradición céltica.

## Galería

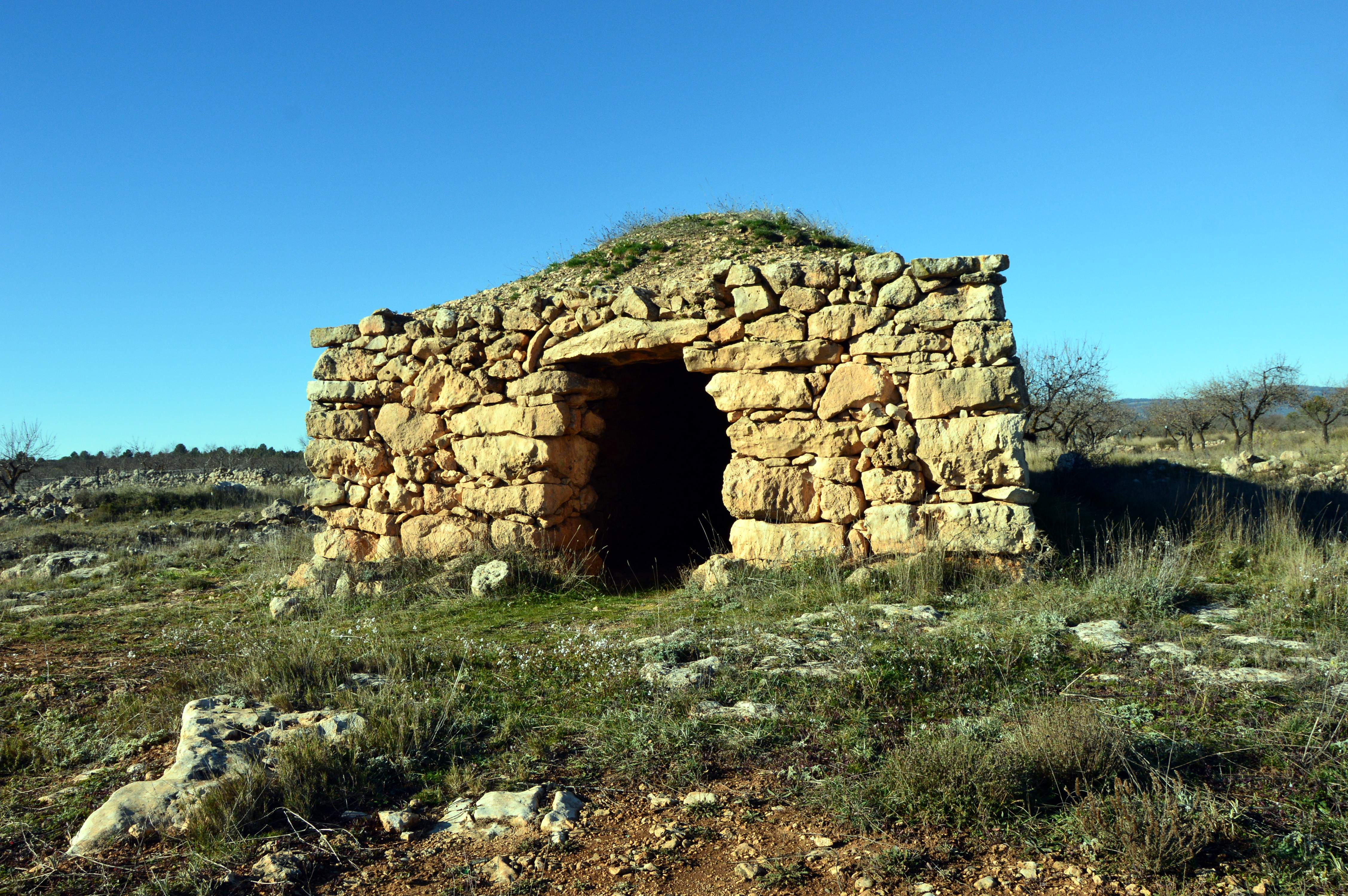
Barraca Grande del Pinar (Casas Bajas, Valencia), detalle de la fachada principal (2018).
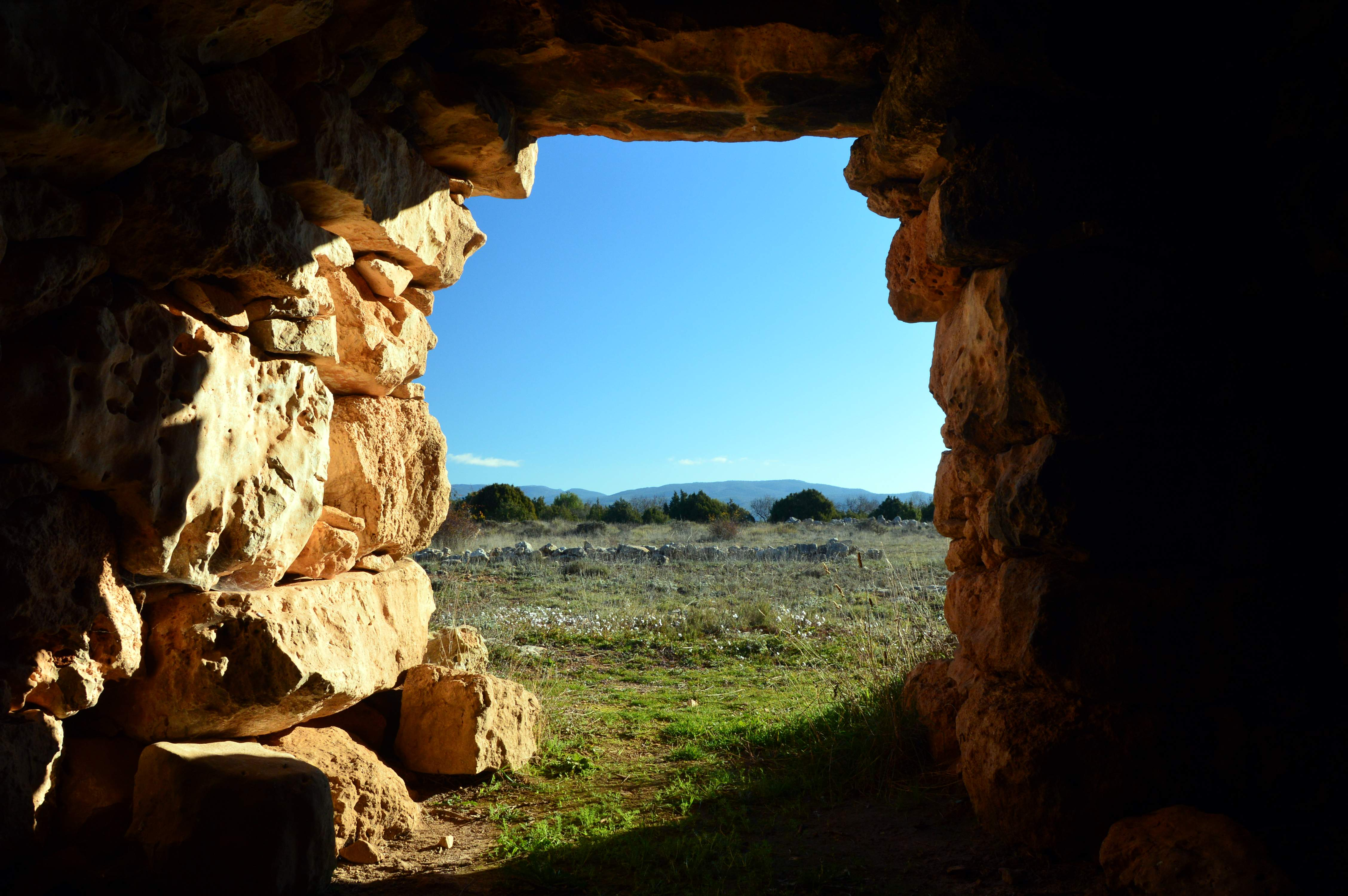
Barraca Grande del Pinar (Casas Bajas, Valencia), detalle de la entrada, vista desde el interior (2018).
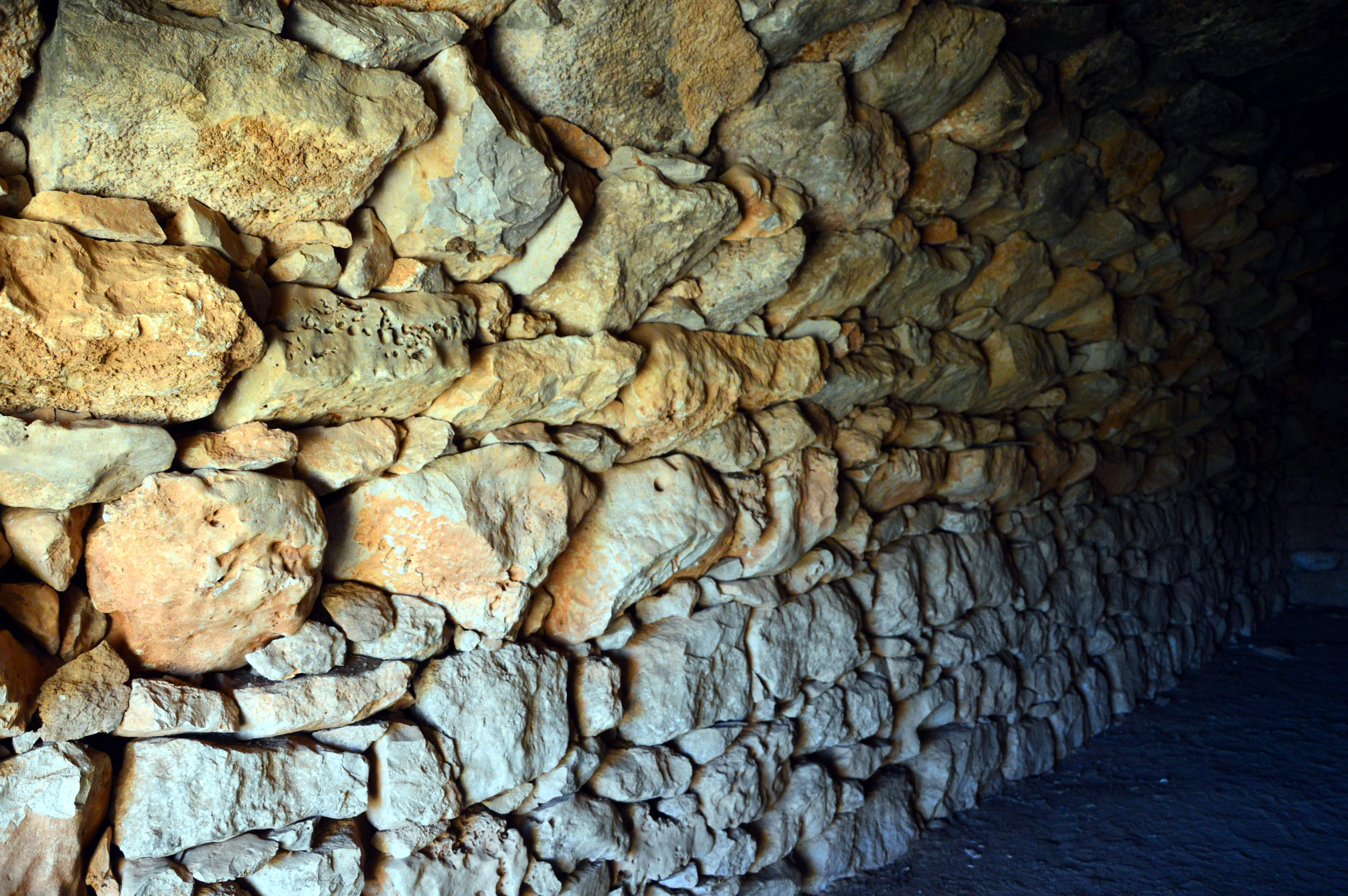
Barraca Grande del Pinar (Casas Bajas, Valencia), detalle de la pared interior (2018).
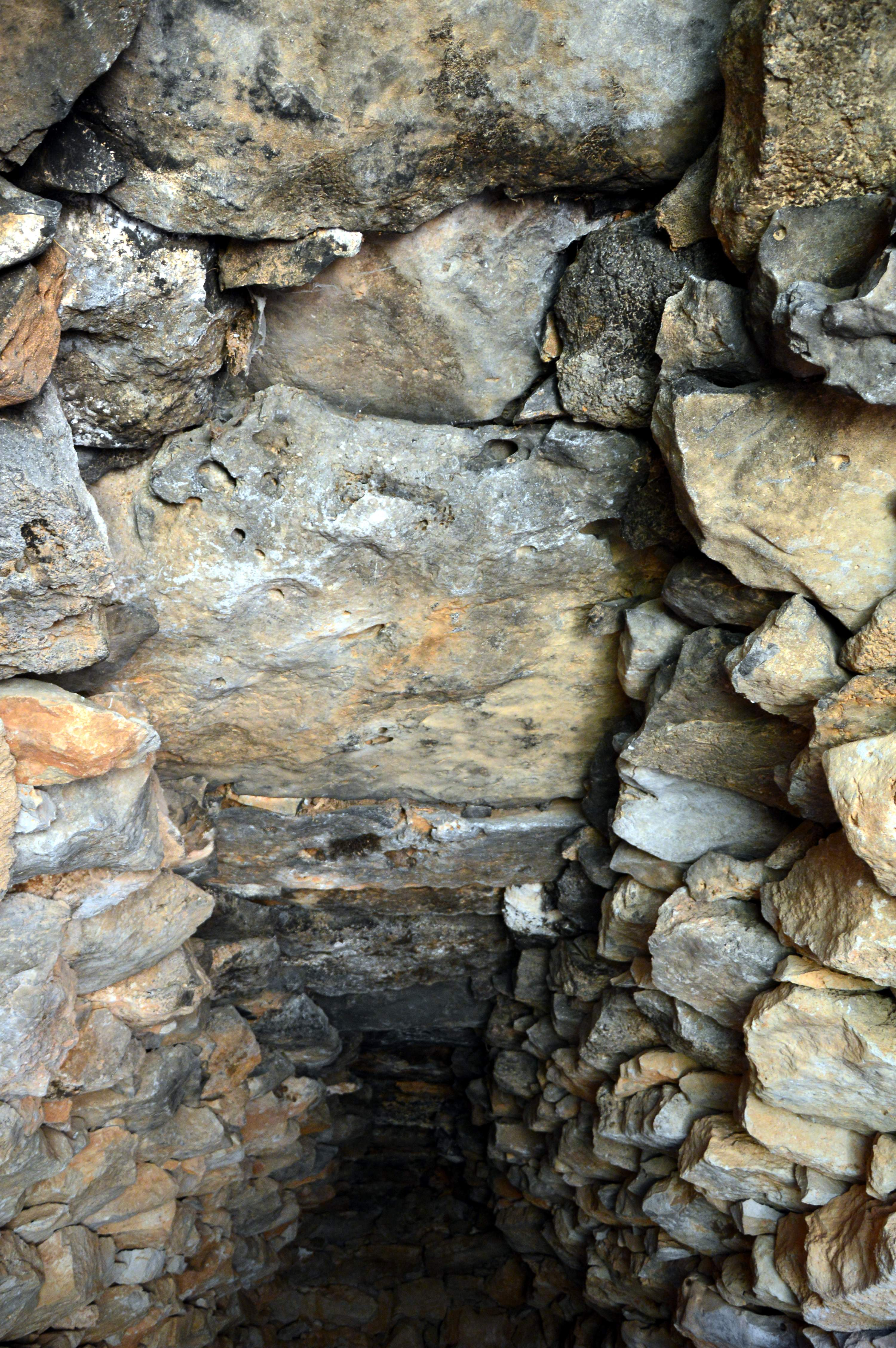
Barraca Grande del Pinar (Casas Bajas, Valencia), detalle de la falsa cúpula (2018).